# 昆市公立學校

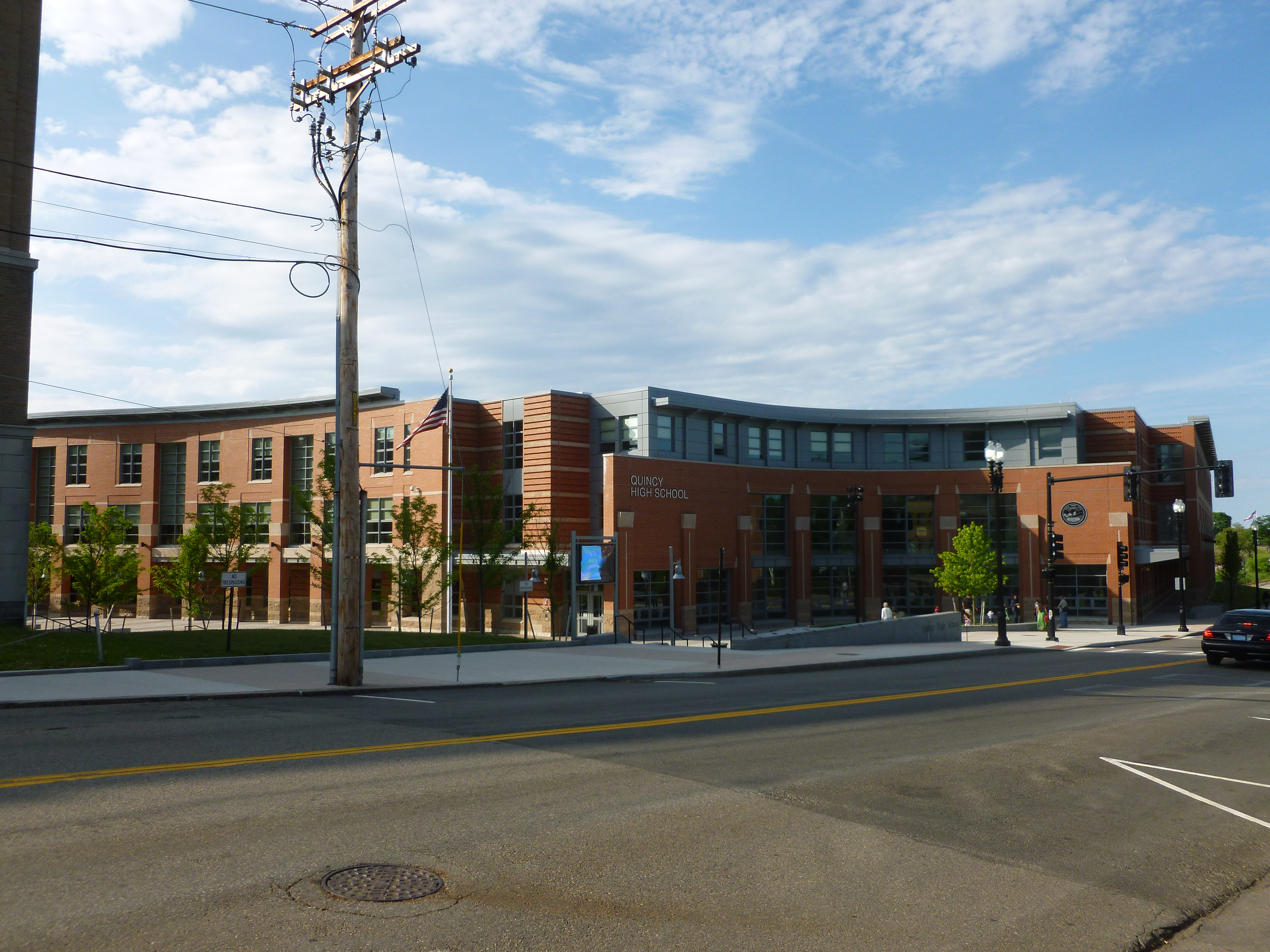
昆西高中 (Quincy High School)

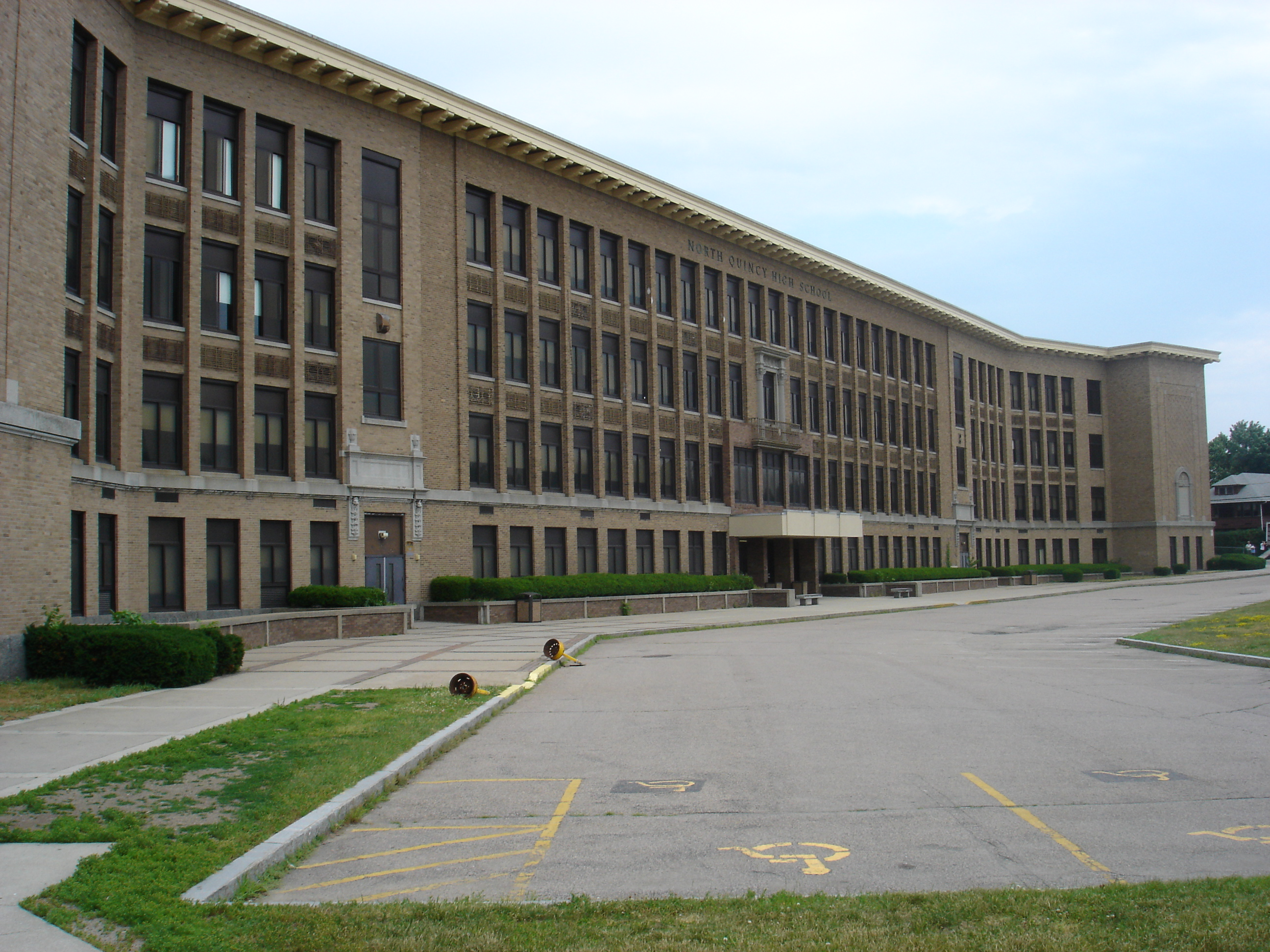
北昆西高中 (North Quincy High School)

昆市公立學校(Quincy Public Schools, QPS)是位于美国麻薩諸塞州的学区，总部设在昆西。
昆市公立學校营运一间幼儿园,十一间小学,五间初中,两间高中和一间幼儿教育中心。 自2015年,Richard DeCristofaro是昆市公立學校的主任。

## 高中
- 昆市高中 Quincy High School（英语：Quincy High School (Massachusetts)）
- 北昆市高中 North Quincy High School